# Извоз (Кингисеппский район)
Изво́з (фин. Tiensuu) — деревня в Кингисеппском районе Ленинградской области. Входит в состав Кузёмкинского сельского поселения.

## История
Впервые упоминается в писцовых книгах Шелонской пятины от 1571 года как деревня Взвоз — 8 обеж в Ямском Окологородье.
Согласно шведским «Балтийским писцовым книгам» (Baltiska Fogderäkenskaper), деревня носила названия: Tesso (1582 год), Thesso (1584 год), Theesw (1585 год), Thesw (1586 год), Tessw (1589 год). В 1582 году владельцем 5 обеж земли в деревне являлся Erich Johanßonn.
Затем упоминается как деревня Issuoss by — 10 обеж, в шведских писцовых книгах 1618—1623 годов.
На карте Ингерманландии А. И. Бергенгейма, составленной по шведским материалам 1676 года, она обозначена как деревня Iswas Hoff.
На шведской «Генеральной карте провинции Ингерманландии» 1704 года — как деревня Iswås.
Как деревня Иснас упомянута на «Географическом чертеже Ижорской земли» Адриана Шонбека 1705 года.
На карте Ингерманландии А. Ростовцева от 1727 года — как деревня Iзвоз.
Обозначена на карте Санкт-Петербургской губернии Я. Ф. Шмидта 1770 года как деревня Извоз.
На карте Санкт-Петербургской губернии Ф. Ф. Шуберта 1834 года упоминается деревня Извоз, состоящая из 20 крестьянских дворов.

ИЗВОЗ — деревня, принадлежит графу Нессельроде, число жителей по ревизии: 72 м. п., 77 ж. п. (1838 год)

Согласно карте Ф. Ф. Шуберта 1844 года деревня Извоз также состояла из 20 крестьянских дворов.
В пояснительном тексте к этнографической карте Санкт-Петербургской губернии П. И. Кёппена 1849 года она записана как деревня Tiensuu (Извоз), населённая исключительно ижорой, там же указано количество её жителей на 1848 год: 84 м. п., 93 ж. п., всего 177 человек, которые относились к православному Кейкинскому Петропавловскому приходу.

ИЗВОЗ — деревня Ведомства государственного имущества, 12 вёрст по почтовой дороге, а остальное по просёлочной, число дворов — 26, число душ — 83 м. п. (1856 год)

ИЗВОЗ — деревня, число жителей по X-ой ревизии 1857 года: 85 м. п., 100 ж. п., всего 185 чел.

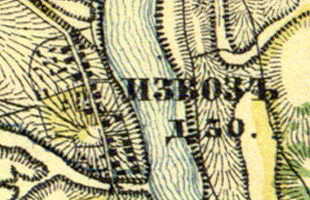
Деревня Извоз на карте 1860 года

В 1860 году деревня Извоз насчитывала 30 крестьянских дворов.

ИЗВОЗ — деревня казённая при реке Луге, число дворов — 33, число жителей: 98 м. п., 109 ж. п. (1862 год)

ИЗВОЗ — деревня, по земской переписи 1882 года: семей — 51, в них 133 м. п., 139 ж. п., всего 272 чел.

ИЗВОЗ — деревня, число хозяйств по земской переписи 1899 года — 48, число жителей: 133 м. п., 133 ж. п., всего 266 чел.
 разряд крестьян: бывшие владельческие, народность: финская

В конце XIX — начале XX века деревня административно относилась к Наровской волости 2-го стана Ямбургского уезда Санкт-Петербургской губернии. Население деревни было исключительно ижорским.
С 1917 года деревня входила в состав Наровской волости Ямбургского уезда.
С 1919 по 1927 год деревня Извоз входила в состав Извозского сельсовета Горкской волости Кингисеппского уезда.
В 1920 году в деревне числилось 65 землевладельцев, 78 домовладельцев и 406 жителя (6 эстонцев и 400 ижор), а так же в деревне находились 3 беженца.
Согласно данным переписи населения СССР 1926 года в деревне Извоз проживали 199 человек, большинство ижоры, а также русские.
С февраля 1927 года в составе Кингисеппской волости. С августа 1927 года в составе Кингисеппского района.
В 1928 году население деревни Извоз составляло 201 человек.

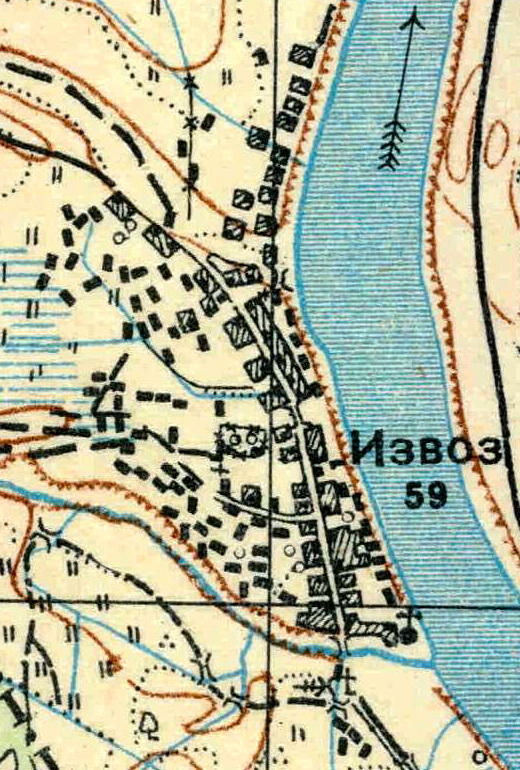
План деревни Извоз. 1930 год

Согласно топографической карте 1930 года деревня насчитывала 59 дворов. В южной части деревни находилась часовня.
По данным 1933 года деревня Извоз являлась административным центром Извозского сельсовета Кингисеппского района, в который входили 7 населённых пунктов: деревни Извоз, Кейкино, Манновка, Пулково и выселки Дальняя Поляна, Костино, Серёжино общей численностью населения 1256 человек.
По данным 1936 года в состав Извозского сельсовета входили 7 населённых пунктов, 272 хозяйства и 4 колхоза.
C 1 августа 1941 года по 31 января 1944 года деревня находилась в оккупации.
С 1950 года в составе Кошкинского сельсовета.
В 1958 году население деревни Извоз составляло 35 человек.
По данным 1966 и 1973 годов деревня Извоз также находилась в составе Кошкинского сельсовета.
По данным 1990 года деревня Извоз входила в состав Кузёмкинского сельсовета Кингисеппского района.
В 1997 году в деревне Извоз Кузёмкинской волости проживали 14 человек, в 2002 году — 5 человек (все русские), в 2007 году — 8, в 2010 году — 19.

## География
Деревня расположена в западной части района на автодороге 41К-109 (Лужицы — Первое Мая).
Расстояние до административного центра поселения — 17 км.
Расстояние до ближайшей железнодорожной станции Ивангород-Нарвский — 15 км.
Деревня находится на левом берегу реки Луга, недалеко от места впадения в неё речки Орьевка.

## Демография
| 1862 | 2007 | 2010 | 2017 |
| ---- | ---- | ---- | ---- |
| 207  | ↘8   | ↗19  | ↘11  |

### Национальный состав
Согласно данным Всероссийской переписи населения 2021 года в деревне проживали 9 человек, из них:
 русские — 8, украинцы — 1 человек.